# Маяк (газета Тербунского района)
«Мая́к» — общественно-политическая газета Тербунского района Липецкой области.
Газета была основана в июле 1931 года и называлась «Ленинская правда». В период Великой Отечественной войны носила название «Вперёд, к Победе!».
Учредителями газеты являются: управление по делам печати, телерадиовещания и связи Липецкой области; администрация Тербунского района; районный совет депутатов; муниципальное учреждение «Редакция районной газеты „Маяк“».
Зарегистрирована Центрально-Чернозёмным управлением Федеральной службы по надзору за соблюдением законодательства в сфере массовых коммуникаций и охране культурного наследия. Индекс издания — 52627.
Газета выходит 3 раза в неделю: во вторник, четверг и субботу. Объём газеты — 4 страницы.
В газете публикуются новости, официальные документы, политические материалы, заметки читателей, тематические материалы, объявления.

## Штат
- Главный редактор — Е.В. Скиндерева.
- Главный бухгалтер — Н.В. Гераськина.
- Заместитель редактора, зав. отделом социальных проблем и спорта — В.А. Хорошилов.
- Технический редактор — Н.С. Корчагина.
- Ответственный секретарь — Т.Г. Ваулина.
- Редактор общественно-политического отдела - Л.А. Бунцева.
- Редактор отдела писем — Г.Н. Носова.
- Фотокорреспондент — А.И. Сафонов.
- Руководитель структурного подразделения "Туристско-информационный центр" — Т.А. Серёгина.
- Водитель — С.А. Мячин.
- Уборщик служебных помещений — Л.И. Чистякова.

## Награды
- 2005 — лауреат конкурса «Экономическое возрождение России» в номинации «Лучшие региональные средства массовой информации»

## Интересные факты
В 1963 году, после объединения Тербунского, Воловского и Долгоруковского районов, газета распространялась на всей территории нового района.